# Jugazan

Jugazan este o comună în departamentul Gironde din sud-vestul Franței. În 2009 avea o populație de 278 de locuitori.

## Evoluția populației
| An        | 1975 | 1982 | 1990 | 1999 | 2006 | 2009 |
| --------- | ---- | ---- | ---- | ---- | ---- | ---- |
| Populație | 238  | 209  | 218  | 219  | 258  | 278  |